# راکت (ابزار ورزشی)
راکت یا دستاک یک ابزار ورزشی به شکل یک پاروب کوچک است که برای زدن توپ در بازی‌هایی چون تنیس و پینگ‌پنگ استفاده می‌شود. به ورزش‌هایی که با استفاده از راکت بازی می‌شوند، ورزش‌های راکتی گفته می شود.
به‌طور سنتی، بدنهٔ راکت‌ها از ورقه‌های چوب ساخته می‌شدند، ولی امروزه استفاده از فیبر کربن، فایبرگلا، سرامیک و فلزهایی مانند آلیاژهای تیتانیوم ساخته می‌شوند. نخ به کار رفته در راکت‌ها نیز از رودهٔ حیوانات به دست می‌آمد که امروزه جای خود را به نایلون، پلی آمید و بسپارهای دیگر داده‌است.
راکت‌هایی که سطح آن‌ها از شبکهٔ نخی تشکیل شده‌است ممکن است در صورت نیاز دوباره نخ‌بندی شوند که این امر برای یک بازیکن حرفه‌ای ممکن است پس از هر مسابقه انجام گردد و برای یک فرد عادی هرگز لازم نشود.

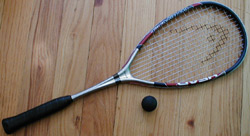
توپ و راکت اسکواش
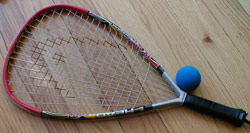
توپ و راکت راکت‌بال
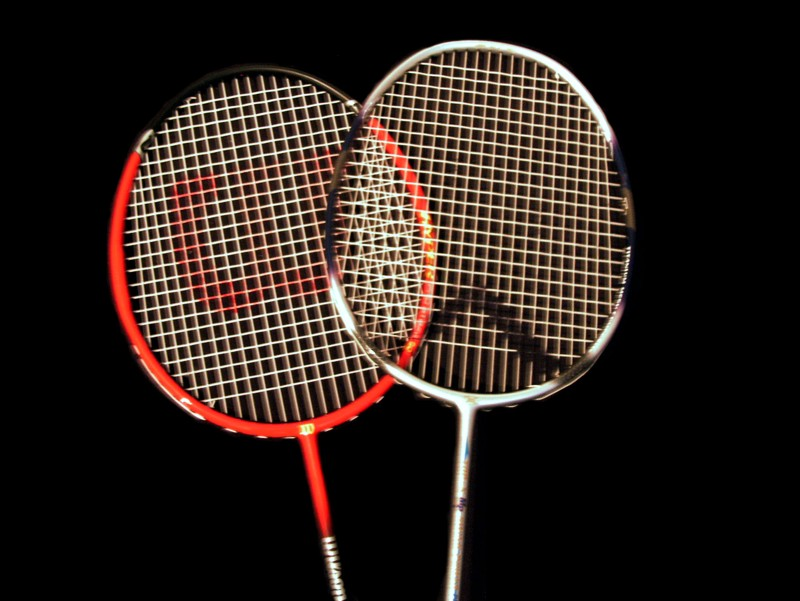
راکت‌های بدمینتون
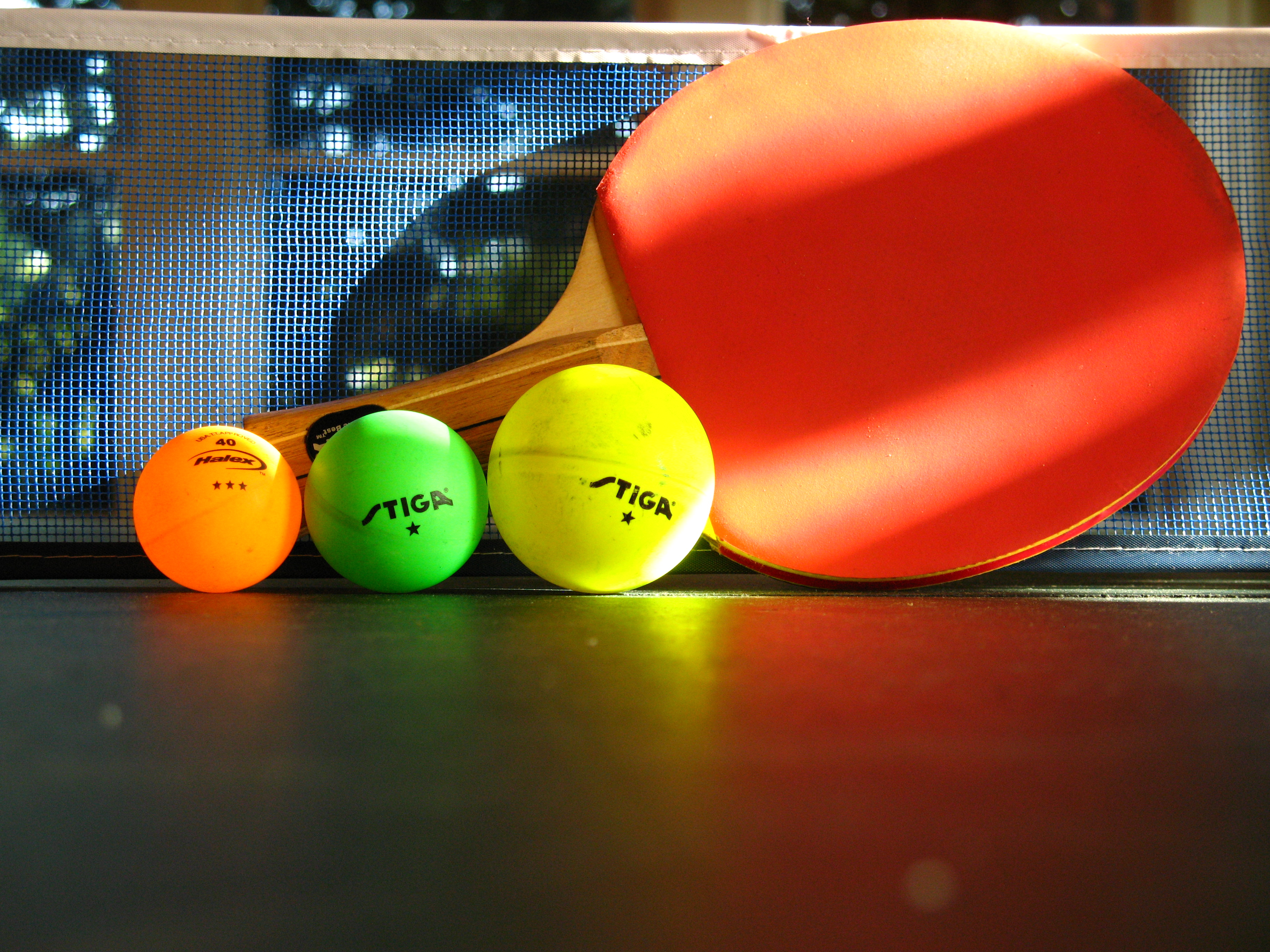
راکت تنیس روی میز با سه اندازهٔ مختلف از توپ‌های سلولویدی
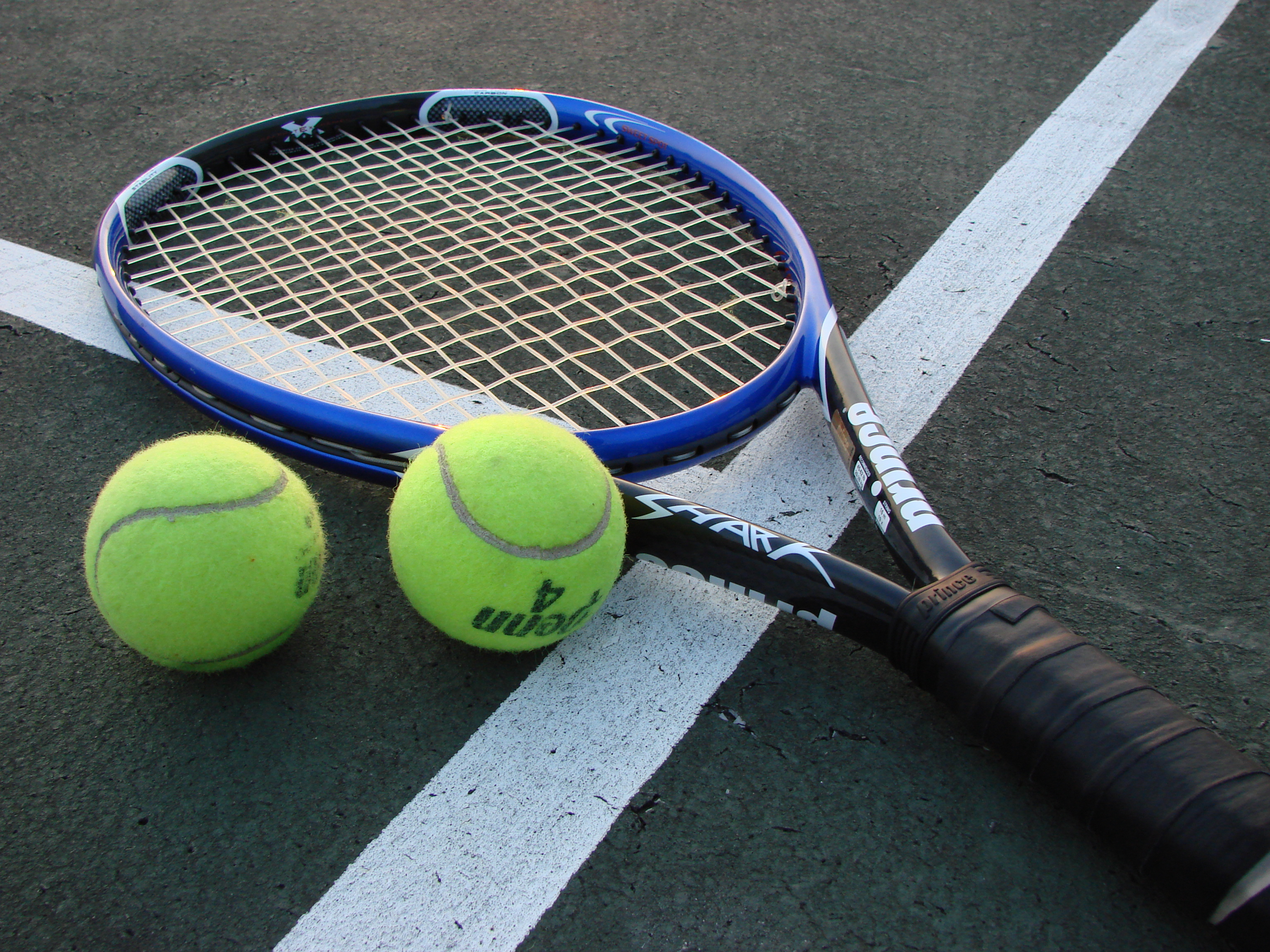
یک راکت تنیس نوین، با قابی از فیبر کربن تقویت شده پلیمری.
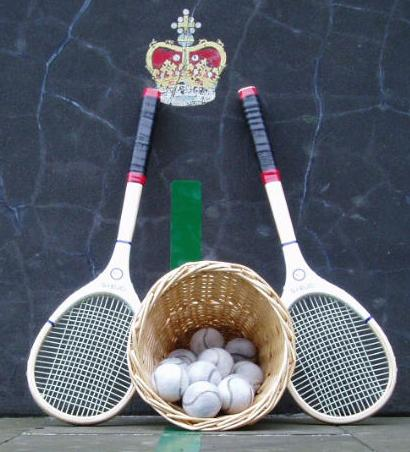
راکت و توپ تنیس واقعی